# Musuan
Musuan (zvaná také Calayo) je aktivní sopka na filipínském ostrově Mindanao. Leží jen 4,5 km jihozápadně od města Valencia City. Dnes je nečinná, poslední erupce proběhla na přelomu roků 1886 a 1887.

## Popis
Musuan je tzv. lávový dóm. Dosahuje nadmořské výšky 646 m a průměr základny činí 3 km. V současnosti je pokryt hustou vegetací.
K poslední erupci došlo na přelomu roků 1886 a 1887. Pravděpodobně se jednalo o freatickou erupci. Dle výpovědi jednoho jezuitského kněze panovala na sopce ještě o čtyři roky později silná fumarolická aktivita, jež bránila bližšímu zkoumání.
V roce 1976 se poblíž Musuanu odehrál silný zemětřesný roj.